# Mussius
Mussius ist der Name folgender Personen:
- Lucius Mussius Aemilianus, römischer Gegenkaiser in Ägypten 261–262
- Marcus Mussius Concessus, römischer Militärkommandeur in Britannien um 132